# Table des caractères Unicode/U1BCB0
Cette page contient des caractères spéciaux ou non latins. S’ils s’affichent mal (▯, ?, etc.), consultez la page d’aide Unicode.
Table des caractères Unicode U+1BCB0 à U+1BFFF (113 840 à 114 687 en décimal).

## Caractères réservés
Cette plage de valeurs n’est pas encore affectée. Aucun caractère défini pour l’instant, ces points de codes ne peuvent être utilisés. Éventuellement les blocs suivants seront définis dans une version ultérieure d’Unicode :
- U+1BCB0 à U+1BFFF : (sténographie Pitman).

### Table des caractères
| en fr   | 0 | 1 | 2 | 3 | 4 | 5 | 6 | 7 | 8 | 9 | A | B | C | D | E | F |
| ------- | - | - | - | - | - | - | - | - | - | - | - | - | - | - | - | - |
| U+1BCB0 |   |   |   |   |   |   |   |   |   |   |   |   |   |   |   |   |
| U+1BCC0 |   |   |   |   |   |   |   |   |   |   |   |   |   |   |   |   |
| U+1BCD0 |   |   |   |   |   |   |   |   |   |   |   |   |   |   |   |   |
| U+1BCE0 |   |   |   |   |   |   |   |   |   |   |   |   |   |   |   |   |
| U+1BCF0 |   |   |   |   |   |   |   |   |   |   |   |   |   |   |   |   |